# Ribeirão Centenário
Der Ribeirão Centenário ist ein etwa 30 km langer linker Nebenfluss des Rio Paranapanema im Norden des brasilianischen Bundesstaats Paraná.

## Etymologie
Der portugiesische Begriff Centenário bedeutet Hundertjähriges, es handelt sich somit um einen Hundertjahrebach. Der Name dürfte sich auf den 100. Jahrestag der Unabhängigkeit Brasiliens beziehen, die Kaiser Peter I. am 7. September 1822 erklärt hatte. Der Staat Paraná hatte per Dekret Nr. 1642 vom 5. April 1916 ein Kolonisierungsprogramm für das Gebiet südlich des Rio Paranapanema aufgelegt, in dem der Bach fließt. Ab 1918 zogen die fruchtbaren Böden zahlreiche Siedler an, die das Land erkundeten und kartografierten. Jedenfalls trug der Bach schon Mitte der 1940er Jahre seinen heutigen Namen.
Als im Dezember 1952 das heutige Munizip Centenário do Sul gegründet wurde, erhielt die Stadt den Namen des Bachs. Das passte auch mit der Hundertjahrfeier der Unabhängigkeit der Provinz Paraná (von der Provinz São Paulo) 1853 zusammen.

## Geografie

### Lage
Das Einzugsgebiet des Ribeirão Centenário befindet sich auf dem Terceiro Planalto Paranaense (Dritte oder Guarapuava-Hochebene von Paraná).

### Verlauf
Sein Quellgebiet liegt im Süden des Munizips Centenário do Sul nahe der Grenze zum Munizip Jaguapitã auf 417 m Meereshöhe etwa 7 km südlich des Hauptorts in der Nähe der PR-534.
Der Fluss verläuft in nördlicher Richtung. Er quert die Straße PR-450 von Centenário do Sul nach Porecatu etwa 2 km östlich des Hauptorts. Er mündet auf 284 m Höhe von links in den Rio Paranapanema. Er ist etwa 30 km lang.

### Munizipien im Einzugsgebiet
Der Ribeirão Centenário verläuft vollständig innerhalb des Munizips Centenário do Sul.